# AMD K6-2

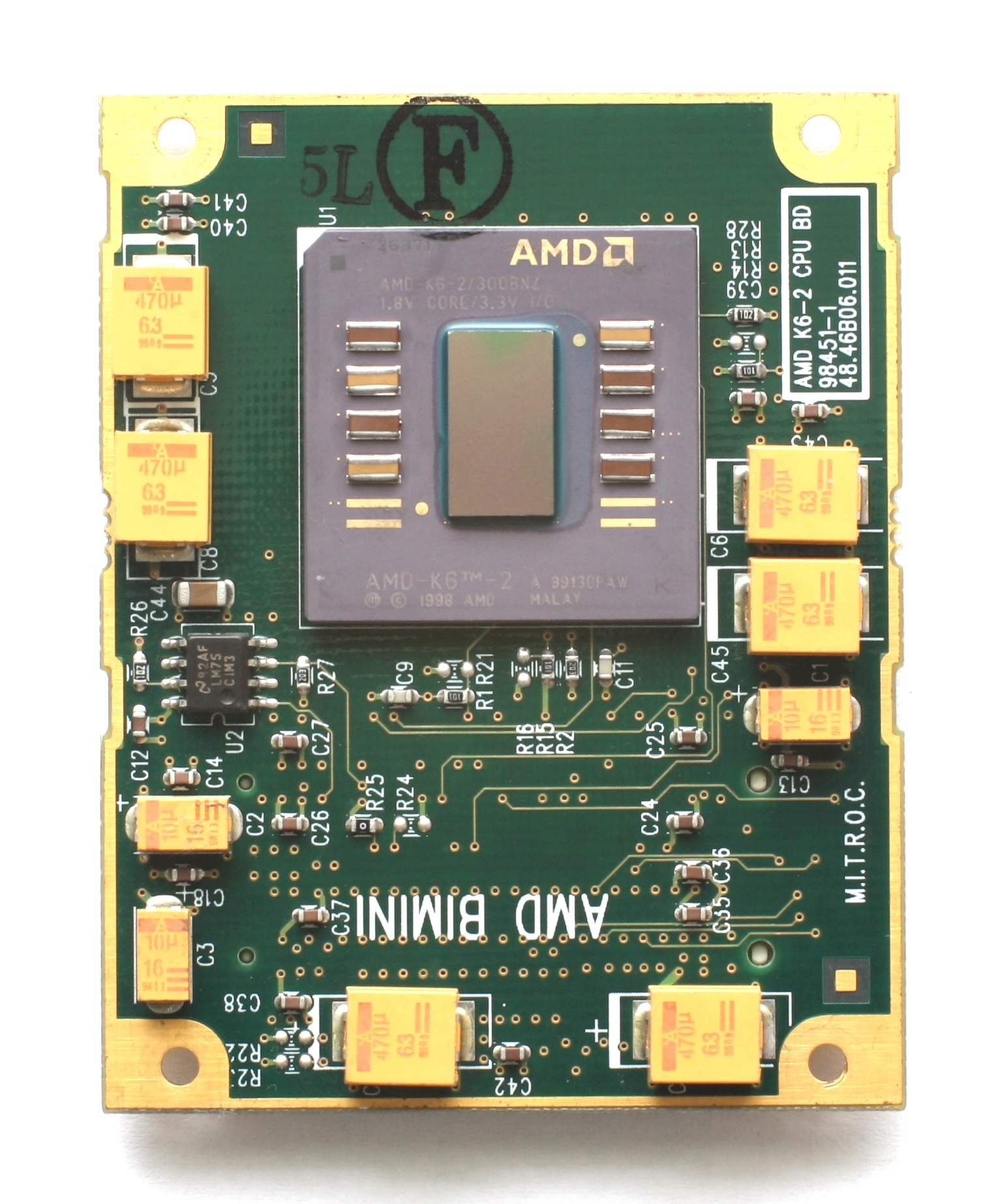
Mobile Variante des AMD K6-2.

Pins des AMD K6-2

Der K6-2 ist ein x86-Mikroprozessor von AMD, der mit Taktraten von 233 bis 550 MHz hergestellt wurde. Er hat einen 64 KiB großen Level-1-Cache (je 32 KiB für Daten und Instruktionen), benötigt 2,2 Volt Betriebsspannung und wurde mittels eines 0,25-Mikrometer-Prozesses hergestellt. Er verfügt über 9,3 Millionen Transistoren und benutzt als Verbindung zur Hauptplatine einen Sockel 7 oder Super Sockel 7. Der K6-2 ist eine Weiterentwicklung des K6.

## Der K6-2 und seine Konkurrenz
Der K6-2 war als Konkurrent zum wenig älteren und wesentlich teureren Intel Pentium II positioniert. Die Performance der beiden CPUs ist ähnlich: Während der K6-2 bei allgemeinen Aufgaben schneller läuft, ist die Intel-CPU bei Gleitkomma-Berechnungen deutlich überlegen. Der K6-2 war eine sehr erfolgreiche CPU, die AMD die Bekanntheit und die finanzielle Stabilität für die Einführung des Athlon verschaffte.
Der K6-2 ist die erste CPU mit einem Gleitkomma-SIMD-Befehlssatz (3DNow!), der die Performance von 3D-Anwendungen in der Theorie wesentlich verbessern kann. AMD hatte diese Technologie bereits mehrere Monate auf dem Markt, als Intel mit dem ähnlichen, aber komplizierteren iSSE-Befehlssatz nachfolgte.
Fast alle K6-2s sind für den Betrieb bei 100 MHz FSB und somit für Super-Sockel-7-Hauptplatinen ausgelegt, was damals eine wesentliche Verbesserung der Systemleistung brachte. Am Anfang der K6-2-Linie war der K6-2/300 die am meisten verkaufte Variante. Er brachte AMD schnell einen ausgezeichneten Ruf am Markt ein und konkurrierte heftig mit Intels Celeron 300A. Dieser hat einen kleineren, aber schnelleren L2-Cache und eine leistungsfähigere Gleitkomma-Einheit; der K6-2 bietet einen schnelleren Hauptspeicherzugriff (dank Super Sockel 7) und die 3DNow!-Befehls-Erweiterungen. Beide Prozessoren verkauften sich gut und konnten loyale Käufergruppen an sich binden (zu dieser Zeit war der schnellste verfügbare Pentium II geringfügig schneller als diese beiden Prozessoren, das aber zu einem wesentlich höheren Preis).
Später baute AMD eine Reihe von schnelleren K6-2s, wobei die Varianten mit 350, 400, 450 und 500 MHz am erfolgreichsten waren. Zur Zeit der 450- und 500-MHz-Modelle hatten neuere und schnellere Chips bereits den High-Performance-Markt übernommen, während der K6-2 noch immer mit den Celerons konkurrierte, aber nur noch in der Klasse der Billig-CPUs. Der 100 MHz schnelle Front Side Bus erlaubte dem K6-2 lange Zeit, mit der wesentlich höher getakteten Konkurrenz einigermaßen mitzuhalten.
Besondere Beliebtheit bei Übertaktern und Aufrüstwilligen erfreuten sich die Versionen mit dem Chomper-XT-Kern. Diese sind in der Regel recht gut zu übertakten und bei älteren Hauptplatinen, die keine Multiplikatoren über 3.5× beherrschen, erweist sich der Umstand als günstig, dass der Chomper XT einen eingestellten 2× Multiplikator als 6× interpretiert. Auch gibt es spezielle CPU-Adapter-Sockel, die Spannung und Multiplikator anpassen, so dass z. B. ein K6-2/400 in Pentium-1-Hauptplatinen mit Sockel 7 bei 66 MHz FSB und dem Multiplikator 6 laufen. Auf der Vorderseite der CPU befindet sich eine Nummer in der linken unteren Ecke des Keramikgehäuses. Prozessoren mit Chomper-XT-Kern tragen dort die Nummer 26351, Prozessoren mit Chomper-Kern die Nummer 26050.
Der wenig bekannte K6-2+ ist eigentlich gar kein K6-2, sondern eine erweiterte Version des AMD K6-III für Laptops.
Die CPUs der AMD K6-2-Baureihe mit einer Geschwindigkeit von 350 MHz oder mehr sind ohne einen Patch nicht mit Windows 95 kompatibel, weil im Windows 95-Treiber IOS.VXD eine Zeitschleife implementiert ist, die auf Grund der hohen Geschwindigkeit des Prozessors zu schnell abgearbeitet wird und dann eine Division durch Null durchführt. Der Patch wurde von Microsoft und AMD entwickelt und war bei AMD auf der Homepage erhältlich. Um den Patch auszuführen, muss die CPU unter 350 MHz, praktisch meist auf 300 MHz, getaktet werden. Nach Ausführung des Patches kann die CPU wieder auf ihren nominellen Takt hochgetaktet werden und so die volle Leistung genutzt werden. Ab Windows 98 war dieser Patch nicht mehr erforderlich, und höher getaktete K6-2 wurden von vornherein unterstützt.

### Leistung

Blockdiagramm der Architektur des AMD K6-2

Rückblickend waren der K6 und dessen Derivate in Sachen Performance ein zweischneidiges Schwert für AMD. Aufgrund seiner langsamen (weil ohne Pipeline ausgeführten) Gleitkommaeinheit hat der K6 gegen seine direkten Konkurrenten, den Intel-Prozessoren Pentium MMX und Pentium II, bei FPU-lastigen Anwendungen wie etwa den damals aufkommenden 3D-Spielen keine Chance. Dazu kam, dass der Pentium II auf schnellen L2-Cache direkt auf dem Prozessormodul zurückgreifen konnte, während die Prozessoren der K6- und K6-2-Reihe nach wie vor den L2-Cache des (Super-)Sockel-7-Mainboards benutzten. Dieser Bandbreitennachteil machte den AMD-CPUs zu schaffen, erst der K6-III und die mobilen Varianten K6-2+ und K6-III+ liefen am Ende der K6-Ära dank auf dem Die integriertem Level-2-Cache zur Höchstform auf. Diese zeigen deutlich die Vorzüge der K6-Architektur: Eine schnelle Integer-Einheit mit sehr kurzer Pipeline, eine intelligente Branch Prediction Unit und ein für damalige Verhältnisse sehr großer Translation Lookaside Buffer verliehen ihr eine hohe Effizienz (Instructions per cycle). In einem Test gegen die Nachfolge-Architektur K7 bei gleicher Taktfrequenz ging der K6-2+ in vielen integerlastigen Benchmarks als Sieger hervor. Doch während die lediglich sechsstufige Integer-Pipeline das K6-Design weitestgehend unabhängig von Softwareoptimierungen machte, begrenzte dieses Low-Latency-Design andererseits maßgeblich die maximale Taktfrequenz: Die K6-Architektur erreichte bei 570 MHz ihr Maximum, das Nachfolge-Design K7 hingegen skalierte über die Jahre bis weit über 2 GHz.

## Modelldaten

### K6-3D (Chomper)

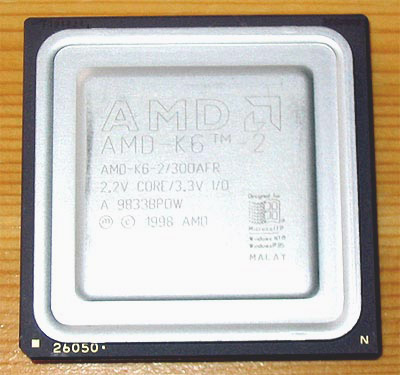
K6-2 mit 300 MHz (Chomper)

- CPUID: Family 5, Model 8, Stepping 0
- L1-Cache: 32 + 32 KiB (Daten + Instruktionen)
- MMX, 3DNow!
- Super Sockel 7 mit 66 und 100 MHz
- Betriebsspannung (VCore): 2,2 – 2,4 V
- Erscheinungsdatum: 28. Mai 1998
- Fertigungstechnik: 0,25 µm
- Die-Größe: 81 mm² bei 9,3 Millionen Transistoren
- Taktraten (Leistungsaufnahme):
  - 233 MHz (13,50 W)
  - 266 MHz [28. Mai 1998] (14,70 W)
  - 300 MHz [28. Mai 1998] (17,20 W)
  - 333 MHz [28. Mai 1998] (19,00 W)
  - 350 MHz [27. August 1998] (19,95 W)

### K6-3D (Chomper-XT)

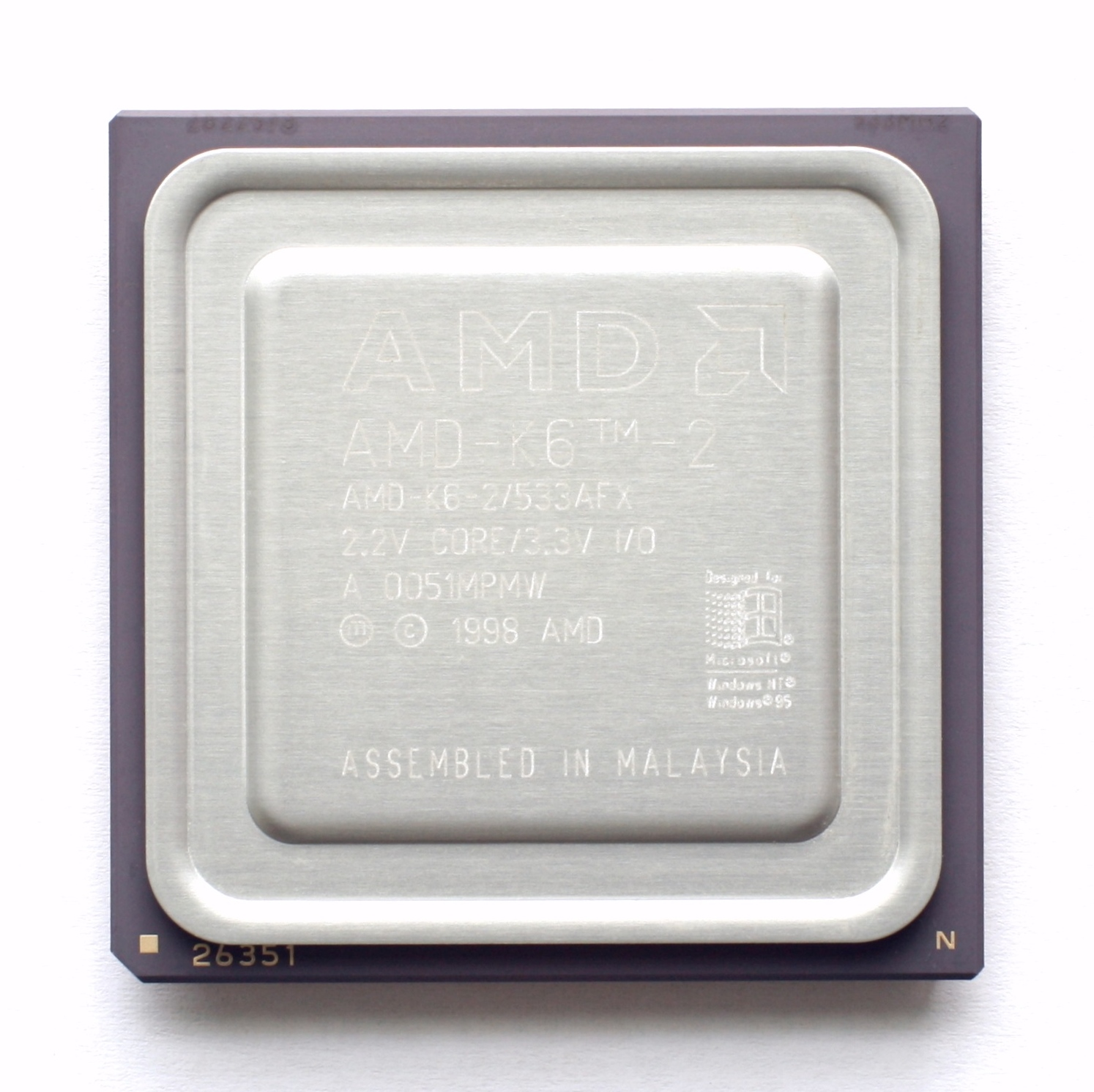
K6-2 mit 533 MHz (Chomper-XT)

Besitzt den verbesserten CPU-Kern des K6-III, aber ohne Level-2-Cache.
- CPUID: Family 5, Model 8, Stepping 12
- L1-Cache: 32 + 32 KiB (Daten + Instruktionen)
- MMX, 3DNow!
- Super Sockel 7 mit 66, 95, 97 und 100 MHz
- Betriebsspannung (VCore): 2,2 - 2,4 V
- Erscheinungsdatum: 16. November 1998
- Fertigungstechnik: 0,25 µm
- Die-Größe: 81 mm² bei 9,3 Millionen Transistoren
- Taktraten (Leistungsaufnahme):
  - 266 MHz
  - 300 MHz
  - 333 MHz
  - 350 MHz
  - 366 MHz [16. November 1998] (20,80 W)
  - 380 MHz [16. November 1998] (21,60 W)
  - 400 MHz [16. November 1998] (16,90 − 22,70 W)
  - 450 MHz [26. Februar 1999] (18,80 − 28,40 W)
  - 475 MHz [5. April 1999] (19,80 − 29,60 W)
  - 500 MHz [30. August 1999] (20,75 W)
  - 533 MHz [29. November 1999] (20,75 W)
  - 550 MHz [22. Februar 2000] (25,00 W)